# Bosnisch-herzegowinischer Fußball-Cup 2010/11
Der bosnisch-herzegowinische Fußballpokal 2010/11 (in der Landessprache Kup Bosne i Hercegovine) wurde zum 17. Mal ausgespielt. Sieger wurde der FK Željezničar Sarajevo, der sich im Finale gegen den NK Čelik Zenica durchsetzte.
Titelverteidiger war der FK Borac Banja Luka, der in der Saison 2009/10 zum ersten Mal bosnisch-herzegowinischer Cup-Sieger wurde. In der 1. Runde fand nur ein Spiel statt, ab dem Achtelfinale gab es in jeder Runde je ein Hin- und Rückspiel. War ein Elfmeterschießen nötig, geschah dies ohne vorherige Verlängerung. Der Sieger qualifizierte sich für die zweite Qualifikationsrunde zur UEFA Europa League 2011/12.

## Teilnehmende Vereine aus den Landesverbänden
| Föderation Bosnien und Herzegowina (20) | Republika Srpska (12) |
| --- | --- |
| - NK Zvijezda Gradačac - HNK Sloga Uskoplje - NK Široki Brijeg - NK Travnik - NK Jedinstvo Bihać - NK Čelik Zenica - HŠK Zrinjski Mostar - FK Željezničar Sarajevo - FK Sloboda Tuzla - FK Velež Mostar - FK Sarajevo - FK Olimpik Sarajevo - HNK Branitelj Mostar - NK Bosna Visoko - NK Vitez - FK UNIS Vogošća - NK Doboj-Istok - TOSK Tesanj - HNK Orašje - NK Omladinac Mionica - FK Budućnost Banovići | - FK Rudar Prijedor - FK Sutjeska Foča - FK Slavija Sarajevo - FK Kozara Gradiška - FK Modriča Maxima - FK Sloboda Novi Grad - BSK Banja Luka - FK Borac Banja Luka - FK Proleter Teslic - FK Leotar Trebinje - FK Laktaši - FK Sloga Doboj - FK Drina Zvornik |

## 1. Runde
Die Spiele fanden am 14. und 15. September 2010 statt.
|                         | Ergebnis        |                       |
| ----------------------- | --------------- | --------------------- |
| FK Željezničar Sarajevo | 2:0             | FK Rudar Prijedor     |
| HŠK Zrinjski Mostar     | 3:1             | FK Budućnost Banovići |
| NK Široki Brijeg        | 6:0             | FK Sutjeska Foča      |
| HNK Branitelj Mostar    | 7:0             | NK Doboj-Istok        |
| NK Čelik Zenica         | 2:0             | FK Velež Mostar       |
| BSK Banja Luka          | 0:1             | NK Omladinac Mionica  |
| NK Bosna Visoko         | 0:1             | FK Sloboda Tuzla      |
| NK Travnik              | 0:1             | FK Kozara Gradiška    |
| FK Sarajevo             | 2:1             | HNK Sloga Uskoplje    |
| FK Slavija Sarajevo     | 3:1             | NK Jedinstvo Bihać    |
| FK Proleter Teslic      | 0:0 (4:3 i. E.) | FK Drina Zvornik      |
| FK Borac Banja Luka     | 2:0             | TOSK Tesanj           |
| FK Sloboda Novi Grad    | 1:0             | HNK Orašje            |
| FK Leotar Trebinje      | 1:0             | NK Zvijezda Gradačac  |
| NK Vitez                | 0:1             | FK Olimpik Sarajevo   |
| FK UNIS Vogošća         | 2:1             | FK Modriča Maxima     |

## Achtelfinale
Die Hinspiele fanden am 29. und 30. September 2010 statt, die Rückspiele am 19. und 20. Oktober 2010.
|                      | Gesamt |                         | Hinspiel | Rückspiel |
| -------------------- | ------ | ----------------------- | -------- | --------- |
| FK Olimpik Sarajevo  | 7:2    | FK Unis Vogošća         | 5:1      | 2:1       |
| FK Borac Banja Luka  | 0:3    | FK Željezničar Sarajevo | 0:0      | 0:3       |
| FK Leotar Trebinje   | 1:2    | HNK Branitelj Mostar    | 1:1      | 0:1       |
| FK Sarajevo          | 7:2    | FK Sloboda Novi Grad    | 4:1      | 3:1       |
| FK Kozara Gradiška   | 3:5    | FK Sloboda Tuzla        | 1:1      | 2:4       |
| FK Proleter Teslic   | 4:5    | HŠK Zrinjski Mostar     | 4:2      | 0:3       |
| NK Omladinac Mionica | 2:4    | NK Široki Brijeg        | 2:0      | 0:4       |
| NK Čelik Zenica      | 2:1    | FK Slavija Sarajevo     | 1:1      | 1:0       |

## Viertelfinale
Die Hinspiele fanden am 3. und 4. November 2010 statt, die Rückspiele am 10. November 2010.
|                         | Gesamt          |                      | Hinspiel | Rückspiel |
| ----------------------- | --------------- | -------------------- | -------- | --------- |
| FK Sarajevo             | 2:3             | NK Široki Brijeg     | 2:2      | 0:1       |
| HŠK Zrinjski Mostar     | 2:3             | NK Čelik Zenica      | 2:0      | 0:3       |
| FK Željezničar Sarajevo | 9:0             | HNK Branitelj Mostar | 6:0      | 3:0       |
| FK Olimpik Sarajevo     | 2:2 (6:5 i. E.) | FK Sloboda Tuzla     | 1:1      | 1:1       |

## Halbfinale
Die Hinspiele fanden am 16. und 30. März 2011 statt, die Rückspiele am 6. April 2011.
|                         | Gesamt    |                     | Hinspiel | Rückspiel |
| ----------------------- | --------- | ------------------- | -------- | --------- |
| FK Željezničar Sarajevo | (a)1:1(a) | NK Široki Brijeg    | 0:0      | 1:1       |
| NK Čelik Zenica         | 2:1       | FK Olimpik Sarajevo | 1:0      | 1:1       |

## Finale

### Hinspiel
| Paarung                 | FK Željezničar Sarajevo – NK Čelik Zenica |
| Ergebnis                | 1:0 (1:0) |
| Datum                   | 28. April 2011 um 19:30 Uhr |
| Stadion                 | Stadion Grbavica, Sarajevo |
| Zuschauer               | 6.500 |
| Schiedsrichter          | Goran Paradzik |
| Tore                    | 1:0 Zajko Zeba (1.) |
| FK Željezničar Sarajevo | Ibrahim Šehić – Patrick Gerhardt Nyema, Goran Marković (80. Benjamin Čolić), Srđan Stanić, Velibor Vasilić – Muamer Svraka, Milan Culum, Edin Višća (83. Srdan Savić), Elvir Čolić – Zajko Zeba (63. Mirsad Bešlija), Lazar Popović Cheftrainer: Amar Osim          |
| NK Čelik Zenica         | Luka Bilobrk – Mehmdalija Ćović, Zoran Brković, Elmir Kuduzović, Semjon Milošević – Keman Horić (64. Eldar Hasanović), Armin Kapetan, Dario Purić (89. Damir Sadiković), Eldin Adilović – Adin Džafić (82. Aldin Šišić), Emir Hadžić Cheftrainer: Abdulah Ibraković |

### Rückspiel
| Paarung                 | NK Čelik Zenica – FK Željezničar Sarajevo |
| Ergebnis                | 0:3 (0:1) |
| Datum                   | 25. Mai 2011 um 19:30 Uhr |
| Stadion                 | Bilino Polje, Zenica |
| Zuschauer               | 11.000 |
| Schiedsrichter          | Midhat Arnautović |
| Tore                    | 0:1 Srdan Savić (12.) 0:2 Zajko Zeba (71.) 0:3 Srdan Savić (73.) |
| NK Čelik Zenica         | Luka Bilobrk – Mehmdalija Ćović, Aldin Isaković, Elmir Kuduzović, Semjon Milošević – Zoran Brković, Aldin Šišić (76. Kenan Horić), Dario Purić, Eldin Adilović – Adin Džavić (66. Eldar Hasanović), Emir Hadžić (79. Kenan Nemeljakovi) Cheftrainer: Abdulah Ibraković |
| FK Željezničar Sarajevo | Ibrahim Šehić – Jadranko Bogičević, Benjamin Čolić, Patrick Gerhardt Nyema, Mirko Radovanović (78. Omar Baljić) – Srđan Stanić, Mirsad Bešlija (82. Nermin Zolotić), Srdan Savić, Muamer Svraka – Zajko Zeba, Lazar Popović (87. Mirsad Ramić) Cheftrainer: Amar Osim  |
| Gelbe Karten            | Aldin Šišić – Mirsad Bešlija, Jadranko Bogićević, Ibrahim Šehić |
| Besonderheiten          | Eldin Adilović verschießt Foulelfmeter (42.) |